# Vitello Vitelli
Vitello Vitelli (Città di Castello, 1480 – Naples, mai 1528) est un condottiere et un noble italien.

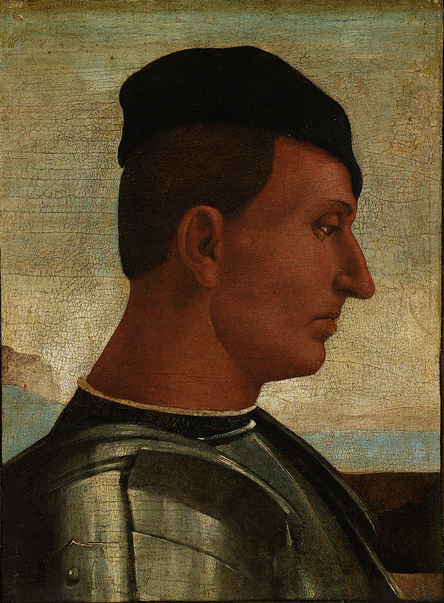
Luca Signorelli, Portrait de Camillo Vitelli (vers 1493-1496).

Appartenant à la famille Vitelli, il est le fils de Camillo Vitelli, lui-même condottiere. Comte de Montone, il est également connu pour être le premier époux d'Angela de' Rossi, membre de la famille Rossi de Parme. Homme d'une grande habileté militaire, il était parmi les favoris des papes Léon X et Clément VII.

## Biographie

### Débuts et années vénitiennes
Né en 1480 à Città di Castello, fils de Camillo Vitelli, Vitello doit quitter sa ville natale dès 1503, lorsque, à la suite du massacre de Senigallia, en compagnie de son oncle Giulio Vitelli, évêque de la ville, et de son cousin Giovanni († 1512) , il s'enfuit vers Pérouse d'abord, puis Sienne, en raison de la pression de plus en plus forte des papes. Ayant rejoint Giovanni Rossetto (†1505) pour conquérir Rimini et la rendre à Pandolfo IV Malatesta, à partir de novembre 1507, il est à la solde de la république de Venise, qui l’utilise dans des batailles contre les Autrichiens en 1508, et dont il reçoit de nombreuses louanges, comme en témoigne le fait que le général Giorgio Cornaro (1454-1527) , frère de la reine de Chypre Catherine Cornaro, veut l'inviter dans son palais.
Après l'échec d'une campagne contre les Français en 1509, au cours de laquelle il est fait prisonnier, il est emmené à Milan, où il reste jusqu'en 1510, date à laquelle il est libéré. De retour à Venise la même année, il démissionne de son poste de condottiere car il n'est pas satisfait de ses forces subalternes (50 hommes), pour se rendre à Ferrare ; il revient ensuite à Venise avec son cousin Chiappino I Vitelli († 1511), où sa demande d'avoir 150 hommes est acceptée. Il prend part à diverses batailles contre le duché de Ferrare, dans lesquelles lui et Chiappino se distinguent.

### Parenthèse aux commandes des troupes pontificales et retour à la Sérénissime
Passé à la fin de 1510, dans les rangs des État de l'Église, il est investi en 1511 par le pape Jules II d'une grande autorité, qu'il partage avec son cousin Chiappino ; les raisons du choix de confier des tâches importantes aux deux Vitelli se trouvent dans le désespoir du pape, qui a perdu confiance en ses précédents commandants, François Marie Ier della Rovere et Fabrizio Colonna. Il a pour tâche de défendre Modène, aidé d'environ 4000 hommes, mais son cousin Chiappino meurt subitement ; Vitello est de nouveau à la solde des Vénitiens en mars 1511. Chargé de la défense de Trévise, en août 1511, il est loué par Venise pour l'excellente fortification de Noale. Entre-temps, la situation est devenue critique : en effet, le Saint-Empire romain germanique s'efforce toujours de reprendre Trieste, tombée aux mains des Vénitiens après la guerre de Cadore en 1508. Lors de la défense de la ville, Vitelli ne doit se rendre que face à une maladie qui le frappe deux fois, mais pas aux ennemis allemands, qu'il a réussi à mettre en fuite avec Renzo di Ceri (1475-1536), réussissant à capturer également quelques capitaines de l'armée impériale. Les salaires destinés à ses soldats tardent à arriver, qui se mettent à voler pour survivre ;  Vitelli et ses hommes sont accusés par l'administrateur Gian Paolo Gradenigo de vols et meurtres près de Cividale del Friuli et de Faedo. En 1512, il assiège Brescia avec Gian Paolo Baglioni et coordonne les travaux de consolidation de la ville lombarde.

### Courte expérience milanaise
De nouveau en conflit avec les Vénitiens, Vitello passe pour une courte période, de septembre à décembre 1512, sous le commandement du duc de Milan Maximilien Sforza. A cette époque, il est à Florence, où il escorte Jules de Médicis, le futur pape Clément VII, à l'intérieur de la ville. Quittant son poste chez les Milanais, il retourne à Città di Castello, sa patrie.

### De nouveau aux commandes des troupes papales
Une fois Jean de Médicis élu pape sous le nom de Léon X en 1513, l'évêque de Grosseto Raffaele Petrucci (qui a toujours été un militant du parti pro-Médicis) voit la possibilité concrète de dominer la république de Sienne, dirigée par son cousin Borghese Petrucci. En 1515, Vitello soutient Raffaello Petrucci dans ses objectifs, pénétrant dans la région de Sienne avec environ 2000 hommes. La même année, il aide également le doge de Gênes Ottaviano Fregoso, menacé par le duc de Milan. En 1516, il est à Sienne pour aider Petrucci.

### Guerres contre François MarieIerdella Rovere
Dans la deuxième partie de 1516, il combat, avec l'aide de Renzo di Ceri, François Marie Ier della Rovere, qui attaque Urbino ; s'étant déplacé à Rimini pour défendre la ville, Vitelli refuse d'aller défendre Urbino, dont la protection sera assurée par son oncle Giulio, qui ne pourra garder le contrôle du pays en 1517. Il est accusé par Laurent II de Médicis, duc d'Urbino, de ne pas avoir exploité une situation favorable pour vaincre Della Rovere ; de violents affrontements éclatent entre les soldats des différentes nations (espagnol, italien, français, etc.) dans les rangs des troupes papales ; Vitelli se rendit à Città di Castello avec 400 Français pour contrôler les mouvements du duc d'Urbino qui se dirige vers Pérouse. La présence de Vitello dans la ville empêche l'adversaire d'en prendre possession. La même année, il tombe dans une embuscade de Francesco Maria près d'Anghiari. Il retourne ensuite à Città di Castello, avec environ 2000 hommes.

### Guerres avec la famille Este et mort du pape Léon X

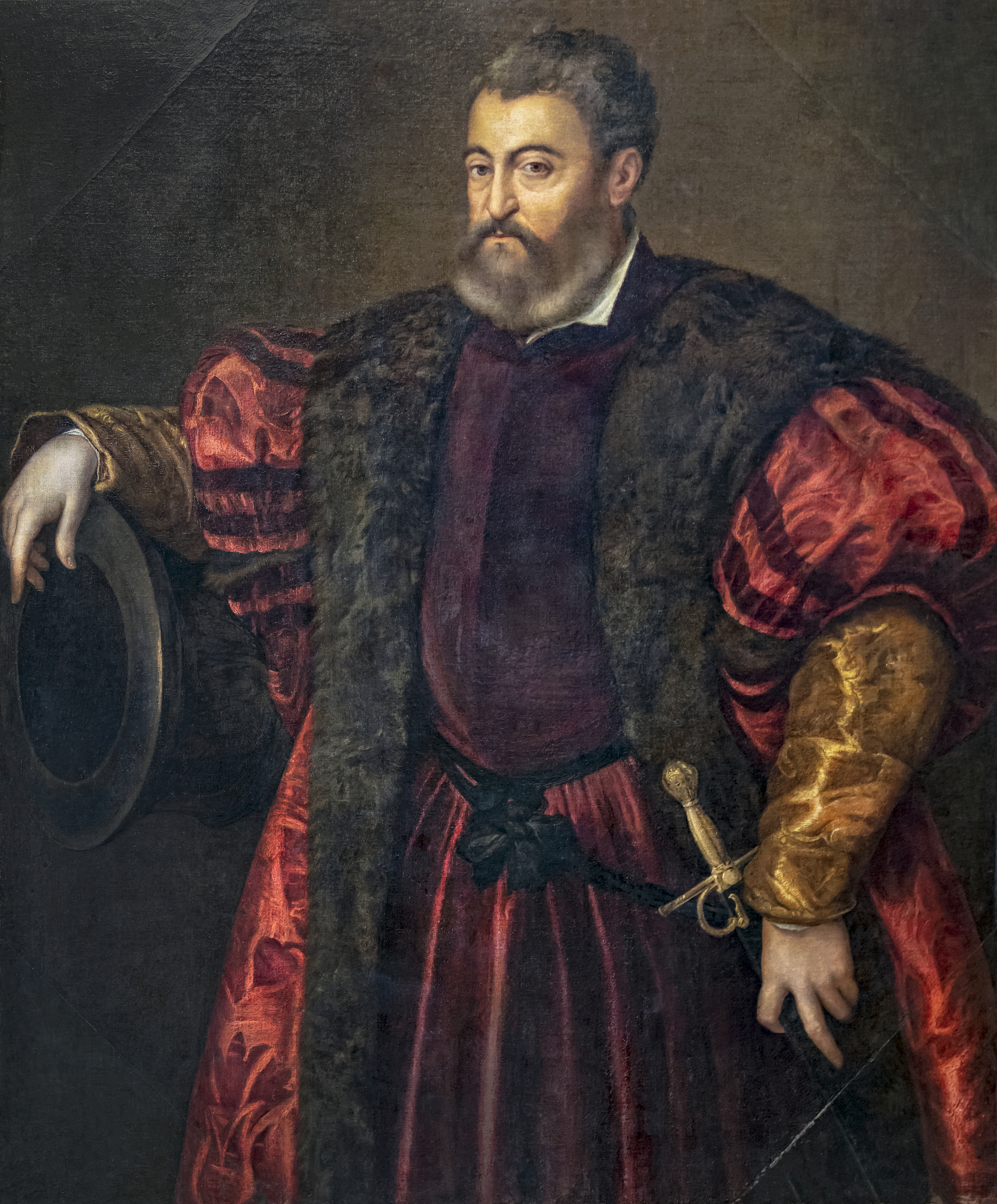
Titien, Portrait d'Alphonse Ier d'Este.

En 1518, il est à Florence, où il assiste au mariage de Laurent II de Médicis et de Madeleine de La Tour d'Auvergne (futurs parents de Catherine de Médicis) ; la même année le pape le nomme comte de Montone. En 1520, il est à Pérouse, chargé de soutenir par les armes la seigneurie de Gentile Baglioni, au détriment de Gian Paolo Baglioni. En 1521, il combat d'abord les Français commandés par Prospero Colonna, puis il est au siège de Parme, avant de défendre Modène avec plus de 2000 hommes. Il est attaqué par le duc de Ferrare Alphonse Ier d'Este à Finale Emilia, où ce dernier est positionné. Este a très peur de lui et il se retire dans sa capitale en toute hâte. Milan tombée sous domination française, Vitelli, avec l'évêque de Pistoia Antonio Pucci, se replie sur Reggio d'Émilie, où ils obtiennent juridiction sur Plaisance, révoltée contre les Français, et Parme, abandonnée par Frédéric II de Mantoue.
Avec la mort en 1522, du pape Léon X, Vitello se retrouve au service des Florentins, qui l'envoient à nouveau défendre Pérouse, où Gentile Baglioni est assiégé par della Rovere, Camillo Orsini et les Baglioni. La ville est perdue à cause du nombre de soldats ennemis, également aidés par l'artillerie du duc de Ferrare. La même année, il est à Pise et Reggio d'Émilie avec le futur pape Clément VII, avant de retourner en Toscane, où il s'oppose à Lorenzo di Ceri qui, poussé par l'évêque de Volterra Alfonso Petrucci, fait déplacer ses armées vers Sienne et Florence. En 1523, il garde Reggio d'Émilie, menacée par la famille d'Este, et s'occupe par la suite de couper les voies d'approvisionnement vers Milan, assiégée par les Français.

### Dernières années et mort

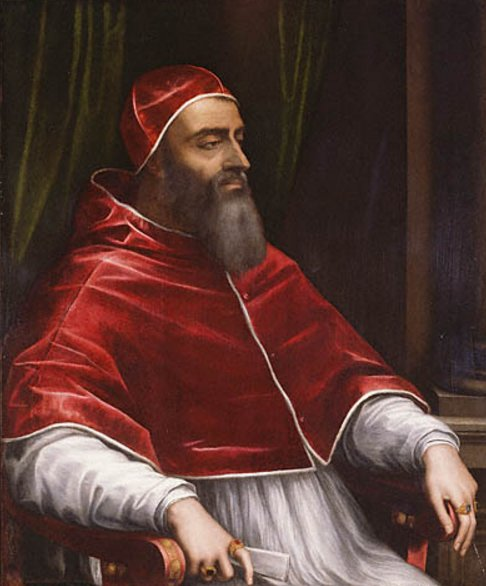
Sebastiano del Piombo, Portrait de Clément VII.

En 1526, il occupe le poste de gouverneur général des Florentins et celui de gouverneur de Plaisance, sans toutefois perdre son activité de condottiere : il se charge de se précipiter au secours du duc de Milan Francesco Sforza. Étant entré en conflit avec le pape, il refuse une proposition des impériaux que lui fait Antonio de Leiva, d'accepter celle que lui fait Clément VII, qui a besoin de lui pour s'opposer aux Colonna. Pendant les deux années suivantes, la famille romaine (également soutenue par le royaume de Naples) se bat pour tout le Latium avec Ceri. En 1528, alors qu'il est sous les ordres d'Odet de Foix au siège de Naples, il meurt de la peste.

## Mariage et descendance
En 1522, Vitello épouse Angela de 'Rossi à Città di Castello, membre de la famille Rossi de Parme et fille de Troilo I de' Rossi, marquis de San Secondo, avec qui il a trois enfants : Porzia, devenue religieuse, Costanza, qui épouse Rodolfo Baglioni, et Camillo (1528-1557) qui perpétue la tradition familiale politique et militaire.